# Lista över hedersdoktorer vid KTH
Följande personer har utsetts till hedersdoktorer vid Kungliga Tekniska högskolan (KTH):
- 1944
  - Gustaf Adolf, kronprins, senare kung Gustaf VI Adolf
  - Gösta Bagge, statsråd och ecklesiastikminister
  - Sven Hultin, professor i väg- och brobyggnadslära vid Chalmers tekniska högskola
  - Jakob Hemming Johansson, direktör, verksam inom den teletekniska industrin
  - Axel Axelsson Johnson, generalkonsul och redare
  - Fredrik Jonson, f.d. major i Väg- och vattenbyggnadskåren
  - Henrik Kreüger, professor emeritus och tidigare rektor för KTH
  - Tore Lindmark, professor emeritus och tidigare rektor för KTH
  - Fredrik Ljungström, direktör och skapare av Svenska Turbinfabriks AB Ljungström
  - Gösta Malm, f.d. generaldirektör
  - Henning Pleijel, professor och tidigare rektor för KTH
  - Gunnar Sundblad, disponent
  - Theodor Svedberg, professor i fysikalisk kemi vid Uppsala universitet och nobelpristagare i kemi

- 1949
  - Ernst Alexandersson, filosofie doktor
  - Ludwig Arthur Dreyfus, Dr.-Ing.
  - Anker Dolleris Engelund, professor
  - Karl-Erik Eriksson, direktör
  - Oscar Falkman, bergsingenjör
  - Helmer Gustavson, ingenjör
  - Jonas Hesselman, överingenjör
  - Carl Kempe, direktör
  - Ernst Jonas Wehtje, direktör
  - Artturi Virtanen, professor vid Helsingfors universitet, nobelpristagare i kemi
  - Fredrik Vogt, generaldirektör

- 1952
  - Gustaf Larson, direktör
  - Wilhelm Werner, civilingenjör

- 1957
  - Nils Danielsen, f.d. bruksdisponent
  - Hans Lundberg, bergsingenjör
  - Manne Siegbahn, professor emeritus, nobelpristagare i fysik
  - Marcus Wallenberg, bankdirektör

- 1962
  - Karl Cederquist, överingenjör
  - Sigurd Lewerentz, arkitekt
  - Ragnar Liljeblad, direktör
  - Hjalmar Olson, direktör

- 1967
  - Arne Asplund, direktör
  - Sven Brohult, professor
  - Tore Browaldh, bankdirektör
  - Robert Fredriksson, f.d. teknisk direktör

- 1971
  - Ingmar Eidem, direktör
  - Frans Fransson, civilingenjör
  - Fredrik Schütz, f.d. gatudirektör
  - David Turner, professor

- 1974
  - Torsten Althin, filosofie hedersdoktor, pionjär bakom Tekniska museet
  - Gudmund Borelius, professor emeritus
  - Lars Brising, director
  - Bengt Gustafsson, civilingenjör
  - Axel Ax:son Johnson, bergsingenjör
  - Curt Nicolin, civilingenjör, direktör
  - Sven Rydholm, teknisk direktör
  - Erich Uhlmann, Dr.-Ing.
  - Uno Åhrén, professor emeritus, stadsplanerare

- 1977
  - Egil Abrahamsen, direktör
  - Bertil Bjurell, generaldirektör
  - Morris Cohen, professor
  - Sixten Englesson, direktör
  - Roald Hoffman, professor
  - Selim Karlebo, tekn.dr.
  - Edwin Lasettre, professor
  - Witold Nowacki, professor
  - Nils Odemark, civilingenjör
  - Klaus Oswatitisch, professor
  - Ruben Rausing, direktör, grundare av Tetra Pak
  - Johan Richter, direktör
  - Ragnar Schöldström, civilingenjör
  - Erik Upmark, f.d. generaldirektör

- 1980
  - Sigvard Eklund, filosofie doktor, generalsekreterare för IAEA
  - Hellmut Frieser, professor
  - Bertil Johansson, forskningsingenjör
  - Keshin Kuo, professor
  - Rutger Martin-Löf, direktör
  - Folke Odqvist, professor emeritus
  - Erik Saare, filosofie licentiant
  - Carl-Olof Tärnryd, generaldirektör

- 1982
  - Bo Lindell, generaldirektör
  - Sven Malmström, direktör

- 1983
  - Prins Bertil
  - Gad Rausing, filosofie doktor
  - Erik Ahlsén, arkitekt
  - Tore Ahlsén, arkitekt
  - Gunnar Jonasson, direktör
  - Nils-Henrik Lundquist, generaldirektör för FOA
  - Olof Hörmander, forskningsdirektör
  - Sven Möller, f.d. överingenjör
  - Erik Tobé, f.d. överlantmätare
  - Anders Franzén, marintekniker, forskare, upptäckare av regalskeppet Vasa
  - Georg Drougge, filosofie licentiat, aerodynamiker vid Flygtekniska försöksanstalten
  - Boris Blomgren, civilingenjör

- 1985
  - Hiroyasu Funakubo, professor
  - Sten Gustafsson, direktör
  - Carl Nyrén, arkitekt
  - Sven Toresson, f.d. överingenjör
  - Hannes Alfvén, professor emeritus, nobelpristagare i fysik
  - Hans Rausing, direktör
  - Rune Olsson, direktör
  - Lars Leine, direktör
  - John Hutchinson, professor
  - Hilding Brosenius, professor emeritus

- 1987
  - Hans G Forsberg, professor
  - Anna Borelius-Brodd, arkitekt
  - Orvar Nyquist, direktör
  - Charles William Gear, professor
  - Janis Bubenko senior, professor
  - Göran Gustafsson, direktör, forskningdonator
  - Werner Stumm, professor, geokemist
  - Fredrick J Doyle, Dr
  - Per-Oskar Persson, direktör
  - Rolf Lenschow, universitetsrektor

- 1989
  - Kung Carl XVI Gustaf
  - Robert Krier, professor, arkitekt
  - Taiji Nishizawa, professor
  - Börje Langefors, professor emeritus, datavetare
  - Gunnar Brodin, universitetskansler och tidigare rektor för KTH
  - Lennart Carleson, professor, matematiker
  - Bo Borggren,direktör
  - Erik W Grafarend, professor
  - Ingvar Wivstad, direktör
  - Grigorii Barenblatt, professor
  - Hans Pacejka, professor
  - Stanley Gustafsson, överingenjör

- 1991
  - Bo Ax:son Johnson, direktör
  - Stephen E Toulmin, professor
  - Kenneth Frampton, professor
  - Hellmut Fischmeister, professor
  - Donald E Knuth, professor, datalog
  - Olof Rydbeck, professor emeritus vid Chalmers tekniska högskola
  - Bengt Kleman, docent
  - Barry W Ninham, professor
  - Thomas Paces, Dr
  - Harvey P Greenspan, professor
  - Jörg Schlaich, professor

- 1993
  - Lars Gyllensten, professor, författare, ledamot av Svenska Akademien och ordförande för Nobelstiftelsen
  - Christian Janssen, professor
  - Lars Frydén, professor
  - Karl-Erik Sahlberg, civilingenjör, direktör
  - Viggo Tvergaard, professor
  - Peter W Jones, professor

- 1995
  - Karin Söder, tidigare statsråd och partiledare för centerpartiet
  - Leonie Geisendorf, område: arkitektur
  - Francois d'Heurle, område: elektronik
  - K. Barry Sharpless, professor, kemist, senare nobelpristagare i kemi
  - Machael Ashby, område: material
  - George K Batchelor, område: strömningsmekanik

- 1996
  - Karl Johan Åström, professor vid Lunds tekniska högskola, reglertekniker
  - Nils Abramson, professor, holografi
  - Richard Stallman, professor, pionjär inom fri programvara

- 1997
  - Peter Wallenberg, direktör, ordförande i Wallenbergstiftelserna
  - Sten Wikander, professor, ekonom
  - Rafael Moneo, arkitekt
  - Hans Lyklema, professor, fysikalisk kemist

- 1998
  - Claude Cohen-Tannoudji, professor, nobelpristagare i fysik
  - Christopher Byrnes, professor, matematiker

- 1999
  - P.C. Jersild, författare
  - Axel Bring, arkitekt, ämnesområde: datorer - ventilation
  - Gerhard Kreysa, professor, kemist
  - Bengt Palmér, direktör inom fordonsindustrin

- 2000
  - Thomas Hughes, professor emeritus, teknikhistoriker
  - Radia Perlman, Dr, datavetare
  - Gabor Somorjai, professor, kemist
  - Suh Nam Pyo, professor, forskare inom material- och tillverkningssystem

- 2001
  - Henning Larsen, arkitekt, ämnesområde: estetik
  - Ingemar Lundström, professor, forskare inom sensorer
  - Clyde Martin, professor, ämnesområde: matematik och medicin
  - Hartmut Zabel, professor, fysiker

- 2002
  - Hans Fresk, direktör, verksam inom popularisering av forskning
  - Anna Nilsson-Ehle, direktör, verksam inom popularisering av forskning
  - Alan Kay, professor, datalog, verksam inom popularisering av forskning
- Jubileumshedersdoktorer vid KTH:s 175-årsjubileum, 2002
  - Bill Gates, IT-entreprenör, grundare av Microsoft
  - David King, professor, fysikalisk kemist, vetenskaplig rådgivare
  - Craig Venter, professor, entreprenör inom bioteknik
  - Sheila Widnall, professor, flygtekniker

- 2003
  - Gunnela Westlander, professor, forskare inom arbetslivets psykologi
  - Leif Östling, direktör inom fordonsindustrin
  - Jean-Marie Lehn, professor, nobelpristagare i kemi

- 2004
  - Sven Grahn, direktör inom rymdteknik
  - Svante Littmarck, direktör, verksam inom programmering (Matlab)
  - Eli Yablonovitch, professor, verksam inom elektroteknik och fotonik

- 2005
  - Inga-Britt Ahlenius, undergeneralsekreterare i FN, verksam inom effektivitets- och revisionsområdet
  - Gunnar Asplund, civilingenjör, verksam inom elkraftindustrin
  - Ulf Grenander, professor, tillämpad matematiker
  - Akihisa Inoue, professor, materialvetare

- 2006
  - Irina Beletskaya, professor, metallorganisk kemist
  - Stephen Boyd, professor, matematiker
  - Yngve Stade, direktör inom skogsindustri
  - Subra Suresh, professor, verksam inom materialteknik och hållfasthetslära
  - Nina Uraltseva, professor, matematiker

- 2007
  - Hans Blix, diplomat, tidigare generalsekreterare för IAEA
  - Julia Hirschberg, professor, datavetare
  - John Quigley, John, professor, ekonom
  - Shankar Sastry, professor, verksam inom elektro- och datalogi samt bioteknik

- 2008
  - Svante Pääbo, professor, verksam inom arkeologi och molekylärbiologi
  - Rosalind Williams, professor, teknikhistoriker
  - Margaret H Wright, professor, verksam inom datavetenskap och tillämpad matematik
  - Moshe Ben-Akiva, professor, verksam inom samhällsbyggnads- och miljöteknik

- 2009[2]
  - Manuel Castells, professor, tekniksociolog med inriktning på Internets konsekvenser
  - Alberto Isidori, professor, forskare inom reglerteknik
  - Larry Leifer, professor, utvecklare av nya metoder för studenters inlärning
  - Indra Kumari Varma, professor emeritus, forskare inom polymerteknik

- 2010[3]
  - Elizabeth Deakin, professor, forskare inom urban och regional planering och stadsbyggnad
  - William Fulton, professor, matematiker
  - Scott Kirkpatrick, professor, fysiker och internetforskare
  - Wilfried Wang, professor, arkitekturhistoriker

- 2011[4]
  - Liam Bannon, professor, forskare inom Interaction Design
  - Jean Fréchet, professor, materialvetare
  - Saskia Sassen, professor, sociolog
  - Per Unckel, landshövding

- 2012[5]
  - Ruzena Bajcsy, professor i elektroteknik och datavetenskap
  - Susan Owens, professor i Environment and Policy
  - Stefan Persson, styrelseordförande i Hennes & Mauritz
  - Alberto Sangiovanni-Vincentelli, professor i electrical engineering

- 2013[6]
  - Antonia Ax:son Johnson, ordförande för Axel Johnson Gruppen
  - Ann P Dowling, professor i mechanical engineering
  - Romas Kazlauskas, professor inom biokatalys
  - Vikram Krishnamurthy, professor i signalbehandling
  - Paras N Prasad, professor

- 2014[7]
  - Lei Guo, professor i systemanalys
  - Gregory B. Olson, professor i materialdesign
  - Marta Kwiatkowska, professor i datorsystem
  - Marie Vahter, professor i miljötoxikologi
  - Sverker Martin-Löf, industriman